# 新街 (南投縣)
新街，是臺灣南投縣名間鄉的一個傳統地域名稱，位於該鄉北部偏東。相較於今日行政區，其範圍大致為新街村不含東部的中、北段。

## 歷史
台灣清治末期至日治初期，新街地區為一街庄，稱為「新街」，隸屬於南投堡。該街北與茄苳腳庄為鄰，東與番仔藔庄為鄰，南邊為下新厝庄，西南邊及西邊為田仔庄、大庄。
1901年（日治明治三十四年）11月，全台廢縣廳改設二十廳，該街隸屬於南投廳。1903年（明治三十六年）6月，該街編入「皮仔寮區」，隸屬於南投廳。1909年（明治四十二年）10月，合併二十廳為十二廳，皮仔寮區仍隸屬於南投廳。1920年（大正九年），全台地方制度大改正，廢十二廳改設五州二廳，該街改制為「新街」大字，隸屬於臺中州南投郡名間庄。
戰後名間庄改制為名間鄉，隸屬於臺中縣，大字亦改制為村。1950年10月，中、彰、投分治，名間鄉改隸屬南投縣。

## 聚落
本地區發展較早的聚落為新街、田藔仔，在日治期初期的官方地圖上已有記載。此外，本地區尚有客庄聚落。

## 交通
國道3號又稱「福爾摩沙高速公路」，是貫穿台灣西部的兩條縱向高速公路之一，大致以北北東—南南西走向蜿蜒經過新街地區東部邊界外不遠處，並在東鄰包尾與二重溪交界地帶設有南投服務區。北側最近的交流道是福崗路一段交會處的南投交流道，可連接省道台3甲線與台3線；南側最近的是名間交流道，可連接省道台3線。由此等可快速前往台灣南北各地，或於更北側的中興系統交流道轉省道台76線以前往彰化平原。
省道台3線（彰南路）俗稱「內山公路」，是臺北至屏東的平面幹道，大致以北北西—南南東走向轉縱向再轉北北東—南南西走向再轉北微西—南微東走經過由本地區。由該道路向北北西可前往南投、草屯、霧峰、大里等地；向南微東可前往名間市區、竹山、林內、斗六等地。
縣道150號（大庄路）是芳苑至南投的道路，大致以西向東轉南南西—北北東走向經過本地區西北端邊界外緣。由該道路向西轉西南可前往田中、北斗、埤頭、二林、芳苑等地；向北北東可前往茄苳腳北部偏東並止於省道台3線路口，也是省道台14乙線終點路口。
鄉道投24線（新大巷）是大庄至新街的道路，其東側端點位於本地區北部省道台3線路口。由此向西轉西南再轉西南西蜿蜒而行，經鄉道投29線路口後出境，可前往大庄並止於縣道150號路口。
鄉道投25-2線（田寮巷）是新街至萬丹的道路，其西側端點位於本地區北部省道台3線路口。由此向東微北蜿蜒而行，出境後可前往番子寮西北部的萬丹聚落並止於鄉道投25線路口。
鄉道投29線（蓮蕉巷）是茄苳腳至赤水的道路，其東北側端點位於本地區西北部邊界外緣的縣道150號路口。由此向南繞彎道轉西南西再順路轉南後入境，經鄉道投24線路口大致沿本地區西部邊界地帶蜿蜒而行，其後於本地區西部北側凸出部分的西南端轉南南西再轉西出境後，可前往田子、皮子寮東南端、赤水並止於鄉道投36線路口。
鄉道投31線是客莊至松柏嶺的道路，其東北側端點位於本地區中部偏南的省道台3線路口。由此向西南直行，出境後可前往東子東南端、下新厝、頂新厝、松柏坑並止於縣道139乙線路口。
鄉道投39線（客庄巷、華山街）是新街至山腳的道路，其北側端點位於本地區中部的省道台3線路口。由此向東南轉南南東蜿蜒而行，出境後可前往番子寮並止於鄉道投25線路口。

## 學校
- 新街國小